# Real Força Policial de Granada
A Real Força Policial de Granada é a polícia do Estado de Granada. É responsável por manter a segurança pública, controlar a imigração e patrulhar a orla costeira. Com 15 estações policiais e cerca de 900 efectivos, esta força policial responde a cerca de 15 mil crimes ou incidentes todos os anos. Esta força policial também detém uma unidade paramilitar, responsável pela defesa nacional.